# Fraunhofer-Gesellschaft
La Fraunhofer-Gesellschaft est un institut allemand spécialisé dans la recherche en sciences appliquées. Son nom vient du physicien Joseph von Fraunhofer. Il regroupe 67 instituts répartis sur 40 sites à travers l'Allemagne, chacun spécialisé dans un domaine de recherche particulier et emploie 23 800 personnes en 2014 ce qui en fait l'un des principaux organismes de recherche au niveau international. Son financement est assuré en partie par l'État (le gouvernement fédéral ainsi que les Länder « possèdent » l'organisme), mais les deux tiers du budget proviennent de contrats de recherches passés avec des industriels.
Le nom officiel est Fraunhofer-Gesellschaft zur Förderung der angewandten Forschung e.V. (de l'allemand : « Société Fraunhofer pour le soutien à la recherche appliquée »).
En 1968, la Société Fraunhofer est devenue la cible de critiques publiques pour son rôle dans la recherche militaire. Les critiques se sont poursuivies au cours des décennies suivantes et sont devenues un sujet de débat public, notamment sur la nécessité d’améliorer la résilience, les capacités de défense et la protection des civils et contre les cyberattaques. En 2022, Fraunhofer a également bénéficié du financement spécial de 100 milliards d'euros pour l'armée allemande,.
L'organisme est connu pour être à l'origine, avec Philips et le CCETT, de l'algorithme de compression MP3 ainsi que de sa normalisation. L'institut détenait une part importante des droits liés à son utilisation, les autres droits étant détenus par Philips, France Télécom et Technicolor. Il reconnaît officiellement en avril 2017 que ses brevets sur son format ont expiré, les rendant libres de droits.
Le président de l'institut est Holger Hanselka depuis août 2023.

## Alliance
En juin 2017, le CEA-LETI et l'institut officialisent leur rapprochement en signant un accord de coopération lors des Leti Innovation Days à Grenoble. L'accord créant le couple moteur du futur plan européen d’innovation dans les puces, à l’instar du rôle joué par le couple franco-allemand dans la construction politique de l’Union européenne.

## Les instituts
| Nom allemand                                       | Sigle   | Traduction anglaise | Traduction française                                                             | Implantations                                                    |
| -------------------------------------------------- | ------- | --- | -------------------------------------------------------------------------------- | ---------------------------------------------------------------- |
| Algorithmen und Wissenschaftliches Rechnen         | SCAI    | Algorithms and Scientific Computing                                                                                    | Algorithmes et calculs scientifique                                              | Sankt Augustin                                                   |
| Angewandte Festkörperphysik                        | IAF     | Applied Solid State Physics                                                                                            | Physique du solide appliquée                                                     | Fribourg-en-Brisgau                                              |
| Angewandte Informationstechnik                     | FIT     | Applied Information Technology                                                                                         | Technologie de l'information appliquée                                           | Sankt Augustin                                                   |
| Angewandte Optik und Feinmechanik                  | IOF     | Applied Optics and Precision Engineering                                                                               | Optique appliquée et ingénierie de précision                                     | Iéna                                                             |
| Angewandte Polymerforschung                        | IAP     | Applied Polymer Research                                                                                               | Recherche appliquée sur les polymères                                            | Potsdam                                                          |
| Arbeitswirtschaft und Organisation                 | IAO     | Industrial Engineering                                                                                                 | Génie industriel                                                                 | Stuttgart                                                        |
| Bauphysik                                          | IBP     | Building Physics | Physique du bâtiment                                                             | Stuttgart, Holzkirchen                                           |
| Betriebsfestigkeit und Systemzuverlässigkeit       | LBF     | Structural Durability and System Reliability                                                                           | Durabilité des structures et fiabilité des systèmes                              | Darmstadt                                                        |
| Biomedizinische Technik                            | IBMT    | Biomedical Engineering                                                                                                 | Génie biomédical                                                                 | Saint-Ingbert                                                    |
| Chemische Technologie                              | ICT     | Chemical Technology | Technologie chimique                                                             | Pfinztal                                                         |
| Digitale Medientechnologie                         | IDMT    | Digital Media Technology                                                                                               | Technologie des médias numériques                                                | Ilmenau                                                          |
| Elektronenstrahl- und Plasmatechnik                | FEP     | Organic Electronics, Electron Beam and Plasma Technology                                                               | Technologie des faisceaux d'électrons et des plasmas                             | Dresde                                                           |
| Experimentelles Software Engineering               | IESE    | Experimental Software Engineering                                                                                      | Génie logiciel                                                                   | Kaiserslautern                                                   |
| Fabrikbetrieb und -automatisierung                 | IFF     | Factory Operation and Automation                                                                                       | Fabrication industrielle et automatisation                                       | Magdebourg                                                       |
| Fertigungstechnik und Angewandte Materialforschung | IFAM    | Manufacturing Technology and Advanced Materials – Bonding Technology and Surfaces and Shaping and Functional Materials | Technologie de production et recherche appliquée sur les matériaux               | Brême                                                            |
| Graphische Datenverarbeitung                       | IGD     | Computer Graphics Research                                                                                             | Images de synthèse                                                               | Darmstadt                                                        |
| Grenzflächen- und Bioverfahrenstechnik             | IGB     | Interfacial Engineering and Biotechnology                                                                              | Génie des interfaces et biotechnologie                                           | Stuttgart                                                        |
| Wilhelm-Klauditz-Institut Holzforschung            | WKI     | Wood Research, Wilhelm-Klauditz-Institut                                                                               | Institut Wilhelm-Klauditz de recherche sur le bois                               | Brunswick                                                        |
| Informations- und Datenverarbeitung                | IITB    | Systems and Innovation Research                                                                                        | Traitement des données et de l'information                                       | Karlsruhe                                                        |
| Integrierte Schaltungen                            | IIS     | Integrated Circuits | Circuits intégrés                                                                | Erlangen                                                         |
| Integrierte Systeme und Bauelementetechnologie     | IISB    | Integrated Systems and Device Technology                                                                               | Systèmes intégrés et technologie des composants                                  | Erlangen                                                         |
| Intelligente Analyse- und Informationssysteme      | IAIS    | Intelligent Analysis and Information Systems                                                                           | Systèmes d'analyse intelligente et d'information                                 | Sankt Augustin                                                   |
| Keramische Technologien und Systeme                | IKTS    | Ceramic Technologies and Systems                                                                                       | Systèmes et technologies céramiques                                              | Dresde                                                           |
| Kurzzeitdynamik, Ernst-Mach-Institut               | EMI     | High-Speed Dynamics, Ernst-Mach-Institut                                                                               | Dynamique des hautes vitesses, Institut Ernst Mach                               | Fribourg-en-Brisgau                                              |
| Lasertechnik                                       | ILT     | Laser Technology | Techniques laser                                                                 | Aix-la-Chapelle                                                  |
| Materialfluss und Logistik                         | IML     | Material Flow and Logistics                                                                                            | Flux matériels et logistique                                                     | Dortmund                                                         |
| Mikroelektronische Schaltungen und Systeme         | IMS     | Microelectronic Circuits and Systems                                                                                   | Systèmes et circuits micro-électroniques                                         | Duisbourg                                                        |
| Molekularbiologie und Angewandte Oekologie         | IME     | Molecular Biology and Applied Ecology – Division Applied Ecology                                                       | Biologie moléculaire et écologie appliquée                                       | Schmallenberg                                                    |
| Nachrichtentechnik, Heinrich-Hertz-Institut        | HHI     | Telecommunications, Heinrich-Hertz-Institut                                                                            | Télécommunications (Institut Heinrich Hertz)                                     | Berlin                                                           |
| Naturwissenschaftlich-Technische Trendanalysen     | INT     | Technological Trend Analysis                                                                                           | Analyse des tendances technologiques                                             | Euskirchen                                                       |
| Offene Kommunikationssysteme                       | FOKUS   | Open Communication Systems                                                                                             | Systèmes de communication ouverts, financement de berliOS – Discover Open Source | Berlin                                                           |
| Photonische Mikrosysteme                           | IPMS    | Photonic Microsystems                                                                                                  | Microsystèmes photoniques                                                        | Dresde                                                           |
| Physikalische Messtechnik                          | IPM     | Physical Measurement Techniques                                                                                        | Techniques de mesures physiques                                                  | Fribourg-en-Brisgau                                              |
| Produktionsanlagen und Konstruktionstechnik        | IPK     | Production Systems and Design Technology                                                                               | Systèmes de production et techniques de construction                             | Berlin                                                           |
| Produktionstechnik und Automatisierung             | IPA     | Manufacturing Engineering and Automation                                                                               | Systèmes de production et automatisation                                         | Stuttgart                                                        |
| Produktionstechnologie                             | IPT     | | Technologies de production                                                       | Aix-la-Chapelle                                                  |
| Schicht- und Oberflächentechnik                    | IST     | Surface Engineering and Thin Films                                                                                     | Techniques des surfaces et des couches minces                                    | Brunswick                                                        |
| Sichere Informations-Technologie                   | SIT     | Secure Information Technology                                                                                          | Technologie des informations sécurisées                                          | Darmstadt                                                        |
| Silicatforschung                                   | ISC     | Silicate Research | Recherche sur les silicates                                                      | Wurtzbourg                                                       |
| Siliziumtechnologie                                | ISIT    | Silicon Technology | Technologie du silicium                                                          | Itzehoe                                                          |
| Software- und Systemtechnik                        | ISST    | Software and Systems Engineering                                                                                       | Technique logicielle et système                                                  | Berlin Dortmund                                                  |
| Solare Energiesysteme                              | ISE     | Solar Energy Systems                                                                                                   | Systèmes d'énergie solaire                                                       | Fribourg-en-Brisgau                                              |
| Systeme der Kommunikationstechnik                  | ESK     | Embedded Systems and Communication Technologies                                                                        | Système de télécommunication                                                     | Munich                                                           |
| System- und Innovationsforschung                   | ISI     | Systems and Innovation Research                                                                                        | Recherche sur les systèmes et l'innovation                                       | Karlsruhe                                                        |
| Techno- und Wirtschaftsmathematik                  | ITWM    | Industrial Mathematics                                                                                                 | Mathématiques pour l'industrie et l'économie                                     | Kaiserslautern                                                   |
| Toxikologie und Experimentelle Medizin             | ITEM    | Toxicology and Experimental Medicine                                                                                   | Toxicologie et médecine expérimentale                                            | Hanovre                                                          |
| Umwelt-, Sicherheits- und Energietechnik           | UMSICHT | Environmental, Safety and Energy Technology                                                                            | Techniques pour l'environnement, la sûreté et l'énergie                          | Oberhausen                                                       |
| Verfahrenstechnik und Verpackung                   | IVV     | Process Engineering and Packaging                                                                                      | Génie des procédés et emballage                                                  | Freising                                                         |
| Verkehrs- und Infrastruktursysteme                 | IVI     | Transportation and Infrastructure Systems                                                                              | Systèmes pour le transport et les infrastructures                                | Dresde                                                           |
| Windenergie und Energiesystemtechnik (de)          | IWES    | Wind Energy and Energy System Technology                                                                               | Énergie éolienne et technologies des systèmes énergétiques                       | Cassel, Bremerhaven, Brême, Hanovre, Oldenbourg                  |
| Werkstoffmechanik                                  | IWM     | Mechanics of Materials                                                                                                 | Mécanique des matériaux                                                          | Fribourg-en-Brisgau                                              |
| Werkstoff- und Strahltechnik                       | IWS     | Material and Beam Technology                                                                                           | Techniques des matériaux et des rayons                                           | Dresde                                                           |
| Werkzeugmaschinen und Umformtechnik                | IWU     | Machine Tools and Forming Technology                                                                                   | Machines-outils et mise en forme                                                 | Chemnitz                                                         |
| Zelltherapie und Immunologie                       | IZI     | Cell Therapy and Immunology                                                                                            | Thérapie cellulaire et immunologie                                               | Leipzig                                                          |
| Zerstörungsfreie Prüfverfahren                     | IZFP    | Non-Destructive Testing                                                                                                | Contrôle non destructif                                                          | Sarrebruck                                                       |
| Zuverlässigkeit und Mikrointegration               | IZM     | Reliability and Microintegration                                                                                       | Fiabilité et micro-intégration                                                   | Berlin, Adlershof, Chemnitz, Munich, Oberpfaffenhofen, Paderborn |